# Gare de Bentenchō
La gare de Bentenchō (弁天町駅, Bentenchō-eki) est une gare ferroviaire de la ville d'Osaka au Japon. Elle est située dans l'arrondissement de Minato. La gare est gérée par la JR West et le métro d'Osaka.

## Situation ferroviaire
La gare de Bentenchō est située au point kilométrique (PK) 5,2 de la ligne circulaire d'Osaka et au PK 8,7 de la ligne Chūō du métro.

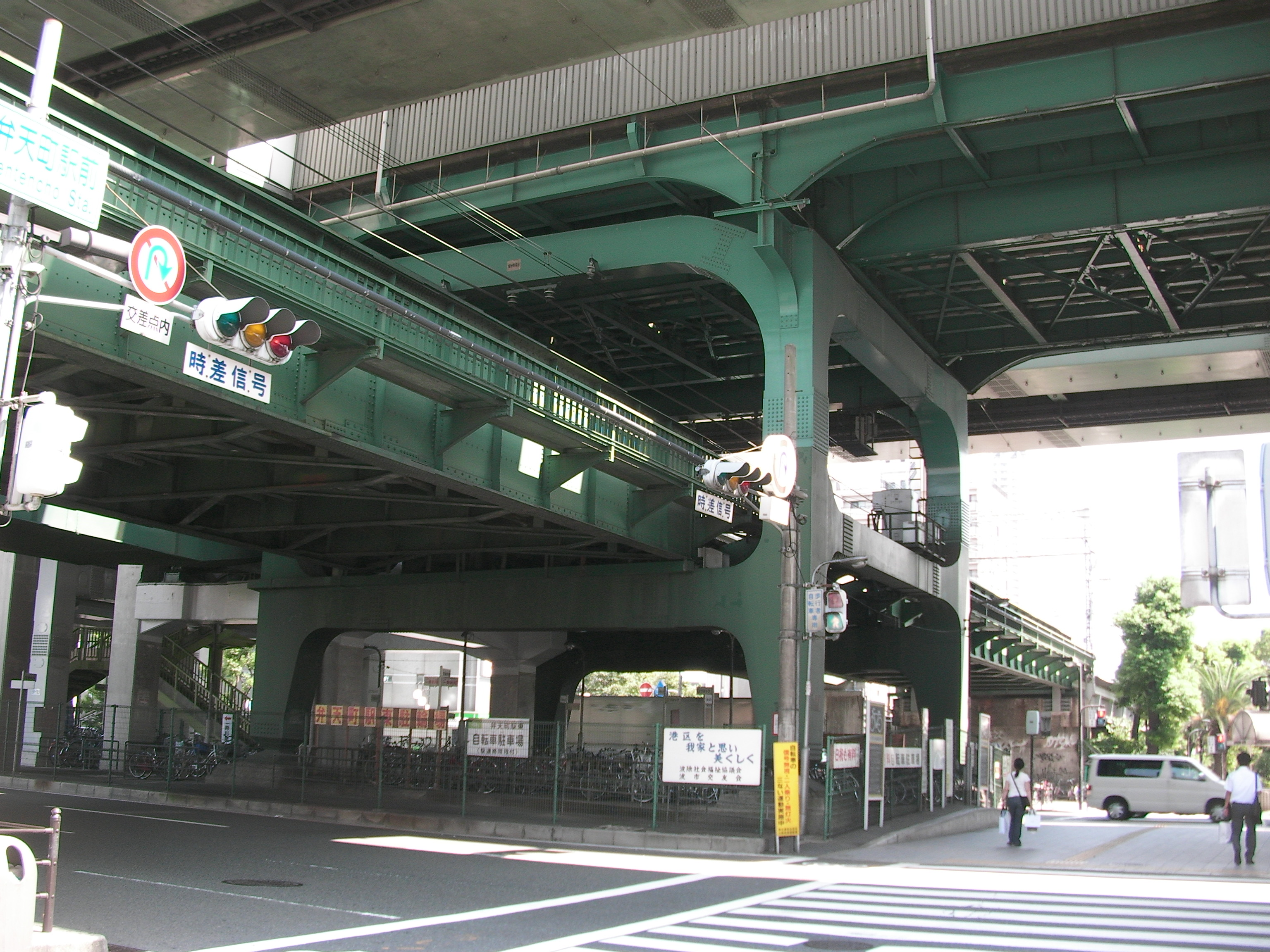
Intersection des deux lignes de la gare de Bentenchō

## Histoire
La gare est inaugurée le 25 avril 1961. Le métro dessert la gare depuis le 11 décembre 1961.

## Services aux voyageurs

### Accès et accueil
La gare dispose d'un bâtiment voyageurs, avec guichet, ouvert tous les jours.

### Desserte

#### JR West
- Ligne circulaire d'Osaka :
  - voie 1 : direction Shin-Imamiya et Tennōji
  - voie 2 : direction Nishikujō et Osaka

#### Métro d'Osaka
- Ligne Chūō :
  - voie 1 : direction Nagata (interconnexion avec la ligne Kintetsu Keihanna pour Nara-Tomigaoka)
  - voie 2 : direction Yumeshima

## Environs
- Osaka Bay Tower
- X-Tower Osaka Bay